# Hilding Lögdberg

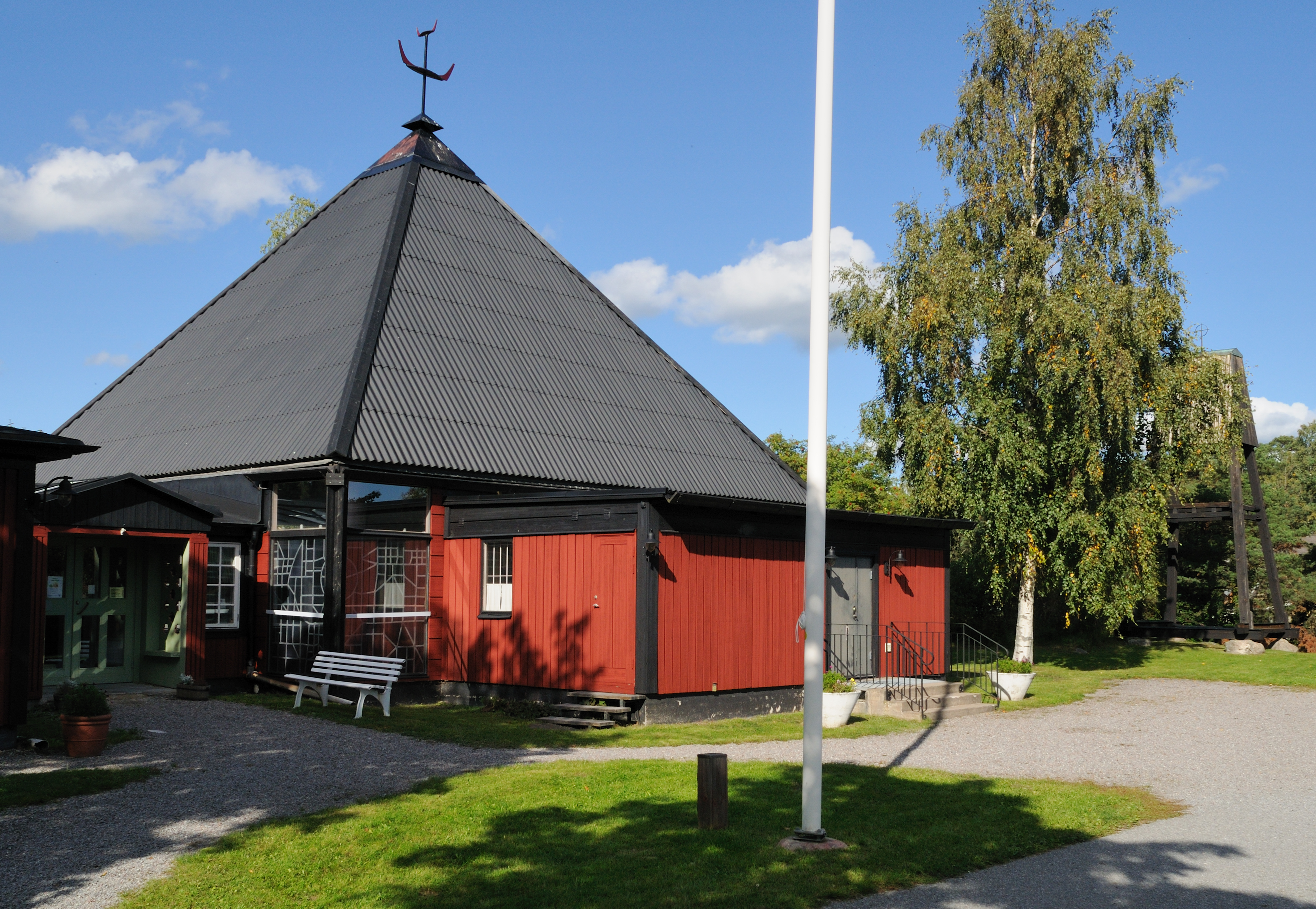
Resarö kapell.

Fritz Hilding Lögdberg, född 26 januari 1928, är en svensk arkitekt.
Hilding Lögdberg utbildade sig till arkitekt på Kungliga Tekniska högskolan i Stockholm, där han började studera 1952.
Han har bland annat arbetat med kyrkoarkitektur. Björksätra kyrka i Sandviken invigdes 1975 efter ritningar av Arthur von Schmalensee (död 1972) och Hilding Lögdberg. Kyrkan kompletterades 1975 med en klockstapel, ritad av Hilding Lögdberg.
Han har bland annat ritat ombyggnader av Vansbro kyrka 1982–1983 – i samarbete med Astrid Theselius – och Vaxholms kyrka 1994–1995 samt tillbyggnad av församlingslokaler till Resarö kapell 1986.